# Erdős József (labdarúgó-játékvezető)
Erdős József (Budapest, 1977. július 12. –) magyar nemzeti labdarúgó-játékvezető. Polgári foglalkozása profi játékvezető (korábban: kézbesítői ellenőr).

## Pályafutása

### Nemzeti játékvezetés
A játékvezetésből 1995-ben vizsgázott. A Budapesti Labdarúgó-szövetség (BLSZ) által üzemeltetett labdarúgó bajnokságokban kezdte sportszolgálatát. Küldési gyakorlat szerint rendszeres partbírói szolgálatot is végzett. A BLSZ Játékvezető Bizottság (JB) minősítésére NB III-as bíró, egyben az országos utánpótlás tagja. A MLSZ JB javaslatára NB II-es, majd 2002-től NB I-es játékvezető. 2006-ban az országos rangsorban a 4-5. helyen végzett, az MLSZ JB elnöksége mégis visszaminősítette az NB II-be. Ligakupa mérkőzéseken elsőosztályú csapatoknak is vezet mérkőzést. 2013-tól az első 12 hivatásos játékvezető tagja. Profi bíróként a legtöbb találkozót vezette: 26 (2015). NB I-es mérkőzéseinek száma: 261. (2024. december 17. napjáig)
| Időpont             | Helyszín                        | Mérkőzés típusa        | Mérkőzés                    | Eredmény | Nézők száma |
| ------------------- | ------------------------------- | ---------------------- | --------------------------- | -------- | ----------- |
| 2002. augusztus 28. | Káposztás utcai Stadion, Sopron | első NB I-es mérkőzése | FC Sopron–Siófok KC         | 1 – 2    | 2000        |
| 2020. november 28.  | Székesfehérvár                  | 200. NB I-es mérkőzése | MOL Fehérvár - Zalaegerszeg | 2 - 0    | 11875       |

#### Nemzeti kupamérkőzések
Vezetett kupadöntők száma: 1.

##### Magyar labdarúgó-szuperkupa
| Időpont          | Helyszín                        | Mérkőzés típusa   | Mérkőzés                | Eredmény | Nézők száma |
| ---------------- | ------------------------------- | ----------------- | ----------------------- | -------- | ----------- |
| 2005. július 16. | Káposztás utcai Stadion, Sopron | döntő 1. mérkőzés | FC Sopron–Debreceni VSC | 4 – 2    | 2000        |

## Sportvezetőként
A Budapesti Labdarúgó-szövetség (BLSZ) Játékvezető Bizottság (JB) (megyei) játékvezetők vizsgabizottságának tagja.

## Családi kapcsolat
Édesapja id. Erdős József egykori kiváló labdarúgó játékvezető, testvére Erdős Katalin válogatott labdarúgó, középpályás.
Élettársa a korábbi nemzetközi játékvezető, Gaál Gyöngyi.